# Achères (Yvelines)
Achères – miejscowość i gmina we Francji, w regionie Île-de-France, w departamencie Yvelines. Przez miejscowość przepływa Sekwana. 
Według danych na rok 1990 gminę zamieszkiwało 15 039 osób, a gęstość zaludnienia wynosiła 1593 osób/km² (wśród 1287 gmin regionu Île-de-France Achères plasuje się na 190. miejscu pod względem liczby ludności, natomiast pod względem powierzchni na miejscu 406.).